# Ильменно-Бугровой заказник
Ильменно-Бугровой заказник — российский государственный природный комплексно-ландшафтный заказник, созданный 17 июля 1995 года на территории Астраханской области (Южный федеральный округ) для сохранения и восстановления уникальных природных комплексов западного ильменно-бугрового района.
Одной из целей создания заказника являлось также сохранение в дикой природе некоторых видов птиц.
Резерват стал местом проведения научных работ — здесь проходят практику студенты, приезжают различные делегации с научными целями.
Директор заказника — Ринат Сулейманов (на 2010 год).

## География

### Расположение
Ильменно-Бугровой заказник расположен на территории Икрянинского и Наримановского районов Астраханской области и входит в состав Западного ильменно-бугрового района.
Ближайший населённый пункт — Красные Баррикады находится в 12 км к востоку от заказника.
Географические координаты:
- 46°11' с. ш.; 47°36' в. д. — точка в центральной части заказника;
- 46°12' с. ш.; 47°31' в. д. — точка в северо-западной части заказника;
- 46°12' с. ш.; 47°41' в. д. — точка в северо-восточной части заказника;
- 46°09' с. ш.; 47°42' в. д. — точка в юго-восточной части заказника;
- 46°10' с. ш.; 47°32' в. д. — точка в юго-западной части заказника.

### Описание ландшафтов

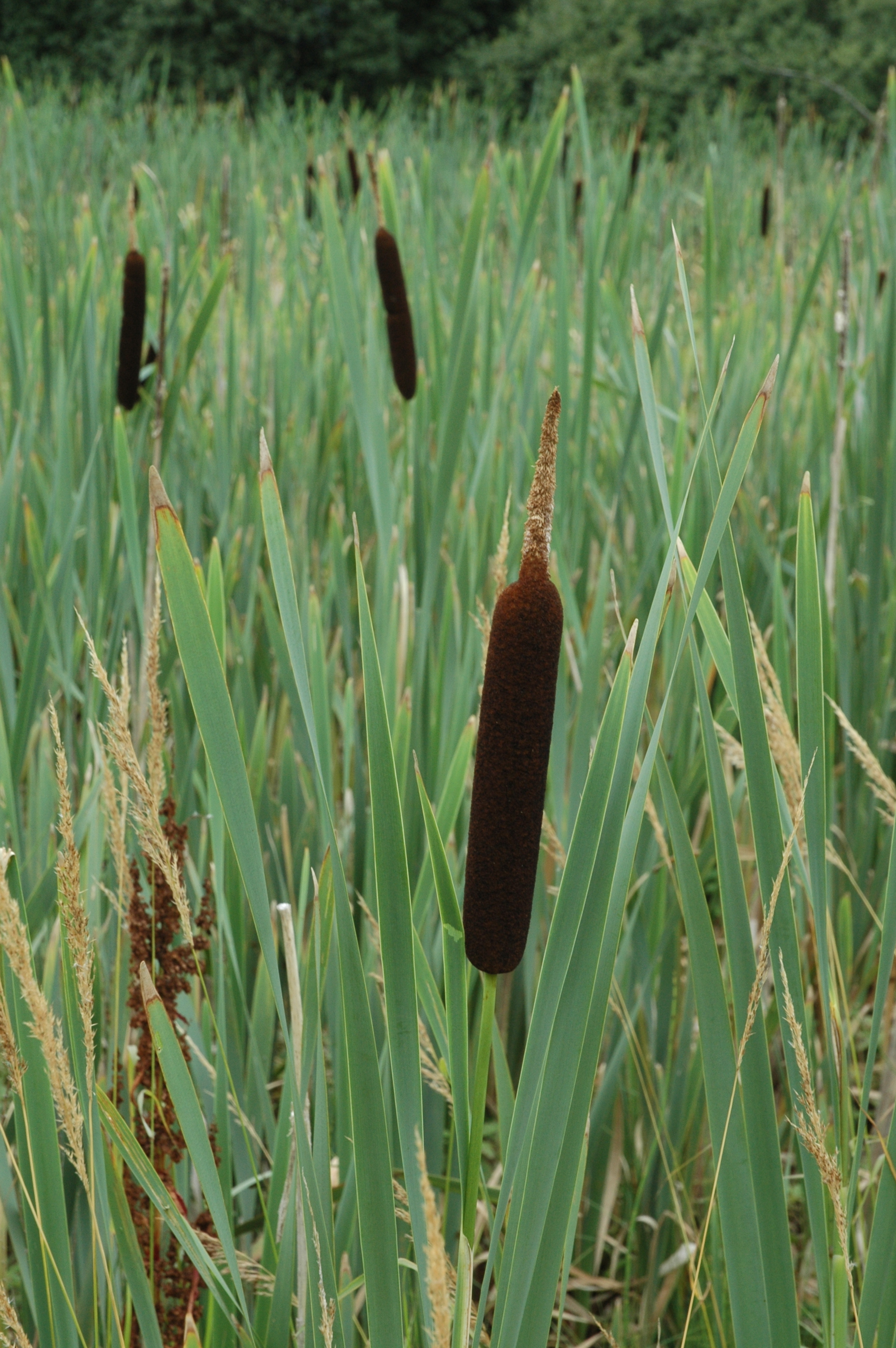
Рогозные заросли

Отличительной особенностью ландшафта заказника является наличие прямолинейных и параллельных бугров (бэровские бугры) длиной до 20 км, шириной — 200—800 м и высотой до 20 м.
Между буграми располагаются ерики и ильмени — озёра глубиной 1—1,5 м.
На территории резервата можно выделить несколько отличных территориальных частей:
| - Пресные и слабосоленые глубоководные ильмени с прибрежными тростниково-рогозными зарослями (площадь которых приблизительно равна 1800 га, что составляет 27 % от общей площади заказника): часть ильмени Бантур, Таби-Хурдун, Речка Табун, Большая Хамата и Джора. - Пресные и слабосоленые ильмени с плавневыми (сплошными) тростниково-рогозовыми зарослями (1000 га — 15 %): ильмени Каремта, Пичкин-Хамата, Большой и Малый Табун, Ахры — Куль, Амта, Ювяль и часть ильменя Бантур. - Ерики (русловые водоёмы) с прибрежными ивово-тростниково-рогозными зарослями глубиной до 2-3 м (150 га — 2,2 %): ерики Бунтур и Зелёный Камышовый. - Грядовые песчано-глинистые холмы (бэровские бугры) с разнотравно-полынной растительностью и лёссовыми почвами (1500 га — 22 %): бугры Хамата, Большой Джора, Малый Джора, Неизвестный, Безымянный, Керемта, Салгин-Тата, Бунторол, Ножан, Андыр-Боро, Табун, Убырь, Батханта, Актыряк-Бук и другие. - Аккумулятивная равнина представлена разнотравно-злаковыми лугами на временно затапливаемых участках суши, ивовыми лесами и солончаками (2250 га — 34 %). |

Водоснабжение ильменей осуществляется природным путём за счёт паводковых вод с Волги и её рукавов, а после паводков, в основном искусственно, за счёт насосных станций.

## История
Заказник был создан с целью сохранения и восстановления уникальных природных комплексов постановлением главы администрации Астраханской области № 198 от 17 июля 1995 года.
Постановлением правительства Астраханской области от 20 марта 2007 № 88-П утверждено положение о заказнике, согласно которому его территория состоит из 2 кластеров (участков).

## Биосфера

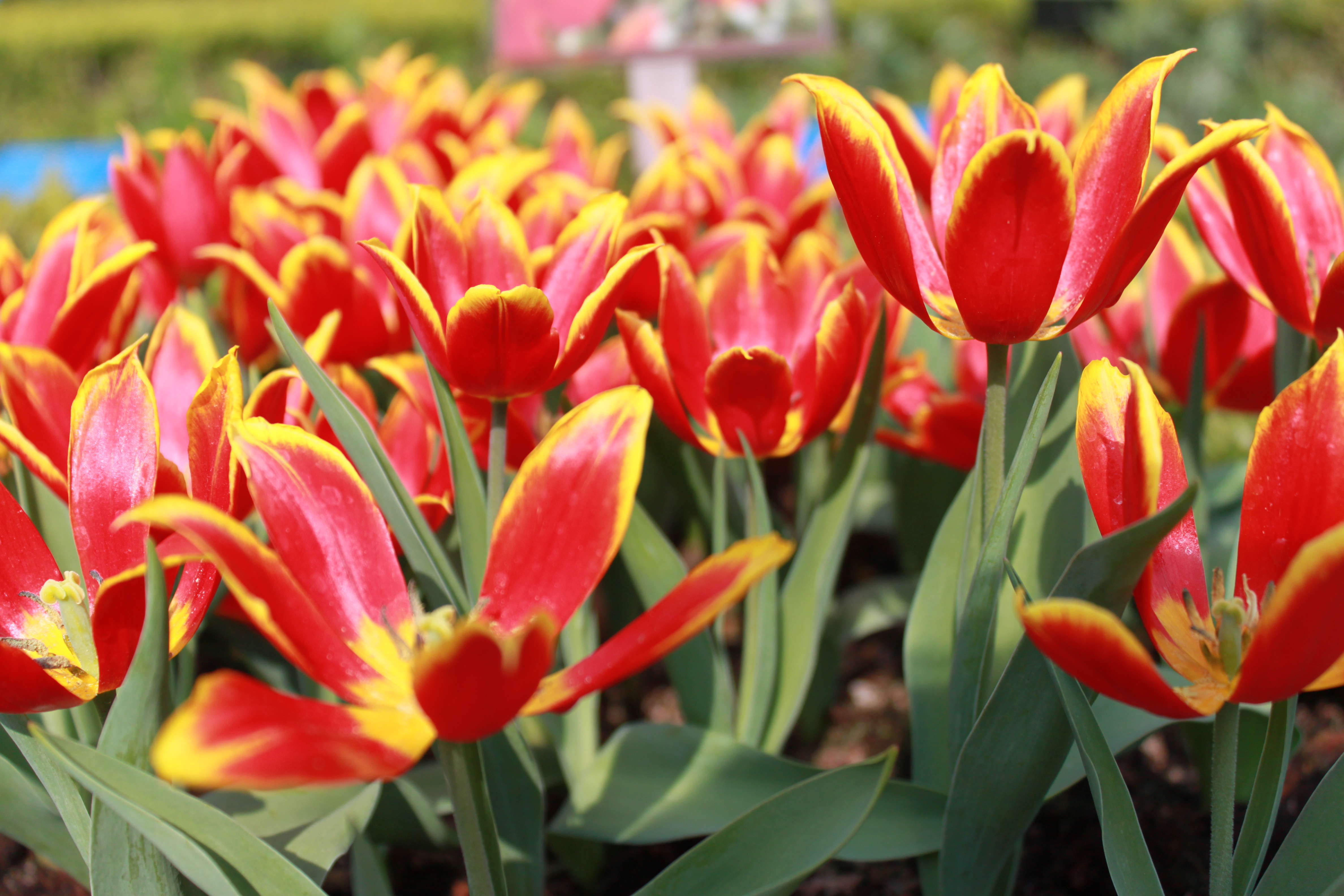
Тюльпан Шренка

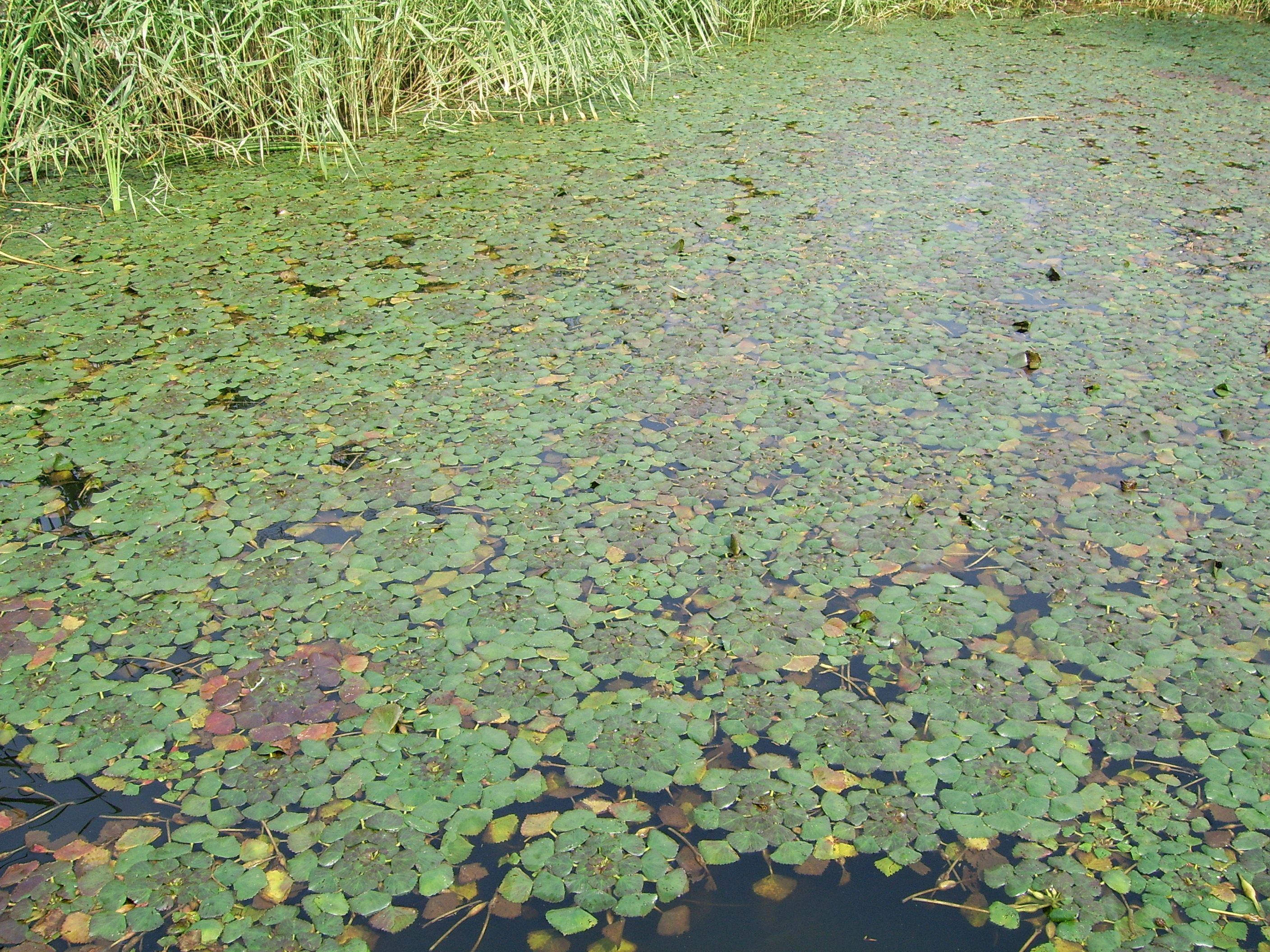
Чилим

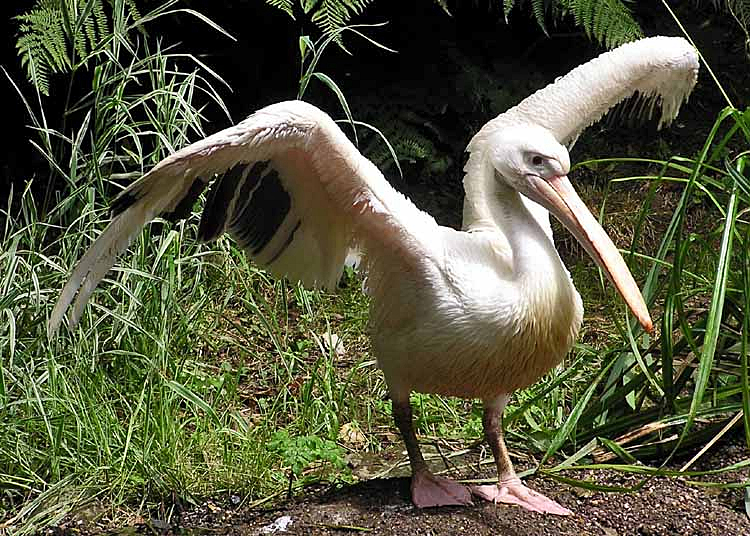
Розовый пеликан

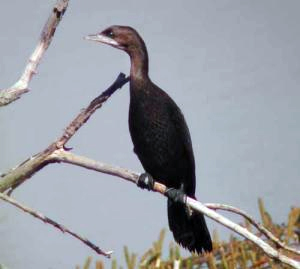
Малый баклан

### Растительный мир
На территории заказника наблюдается 319 видов растений, принадлежащих к 68 семействам.
К числу господствующих относятся 7 семейств: сложноцветные (40 видов), маревые (34 вида), злаковые (31 вид), бобовые (20 видов), капустные (19 видов), осоковые и бурачниковые (по 13 видов).
К охраняемым относятся водно-болотные, луговые, лесные, пустынные экосистемы, ильменно-бугровой ландшафты, на которых произрастают редкие и исчезающие виды, в том числе роголистник донской, ирис карликовый, тюльпан Шренка, чилим и другие.

### Животный мир
Животный мир заказника представлен: земноводными (3 вида), пресмыкающимися (8 видов), орнитофауной (224 вида, относящиеся к 17 отрядам), млекопитающими (41 вид, относящийся к 6 отрядам).
К охраняемым на территории заказника животным относятся розовый и кудрявый пеликаны, малый баклан, колпица и другие.

### Экология
На экосистему Ильменно-Бугрового заказника оказывают негативное влияние тростниковые пожары, а также недостаточное обводнение при низких и непродолжительных весенне-летних паводках, приводящее к засолению почвы и повышению минерализации водоёмов.
В зимние периоды водоёмы покрываются толстым слоем льда, и речная флора задыхается от недостатка кислорода, поэтому приходится проводить мероприятия по её спасению.